# Garfield (videojuego)
Garfield es un juego basado en la tira cómica del mismo nombre. El juego fue lanzado en PlayStation 2 y PC. Fue desarrollado por The Code Monkeys y publicado por Hip Games. Es el primer juego de Garfield en 3D.

## Historia
Jon sale de la casa y deja a Garfield a su propia cuenta, pero el debe mantenerse fuera de problemas y dejar la casa ordenada para que pueda recibir una gran porción de lasaña como recompensa. Garfield, expectante, se queda dormido, y cuando se despierta, toda la casa es un desastre gracias a Odie. Utilizando una aspiradora, Garfield deberá explorar la casa y devolver todo a la normalidad antes de que Jon llegue a casa.

## Gameplay
El jugador (jugando como Garfield) debe limpiar la casa y poner todo en el lugar correcto antes de que Jon llegue a casa. Garfield usa la aspiradora para succionar objetos fuera de su lugar en la aspiradora o arreglar pinturas o imágenes, y volver a colocar los objetos fuera de lugar en el lugar correcto soplándolos. El juego tiene un límite de tiempo de 8 horas y si el jugador no ha limpiado la casa a tiempo, se reproduce una escena que muestra a Jon encontrando su casa en ruinas y el juego regresa al menú principal.
Hay 15 habitaciones en el juego, y algunas habitaciones se comparten con otras habitaciones. El jugador debe limpiar estas habitaciones para recoger las llaves para abrir habitaciones cerradas, con llaves codificadas por colores correspondientes a su puerta respectiva. Se puede interactuar con varios objetos en las habitaciones, como adornos de pared y pelotas de baloncesto, usando la aspiradora.
El jugador solo puede tener tres elementos y debe ir a las cajas de almacenamiento para almacenar elementos que no necesita en este momento. El jugador también puede guardar el juego en estas cajas de almacenamiento. También hay varios minijuegos que el jugador puede jugar, incluido un juego de combinación de bloques similar a Tetris, un rompecabezas que usa piezas que se encuentran en la casa y una carrera con Nermal.
Hay diferentes llaves para obtener después de limpiar cada habitación: limpiar el despacho otorga acceso al Dormitorio de Jon, mientras que limpiar el Lavadero otorga acceso al Dormitorio Pequeño.

## Recepción
El juego de Garfield recibió críticas negativas. Superpanda de Jeuxvideo.com le dio un 5/20 y Aymeric de Jeuxvideopc.com (una sección de PC de Jeuxvideo.com) criticó duramente el juego, pero no le dio una puntuación. La revista PS2 UK le dio un 2/10. Los principales puntos de crítica incluyeron una jugabilidad aburrida, Odie atacando constantemente al jugador y gráficos pobres.

## Reparto
Inglés
- Jon Barnard: Garfield y Jon
- Pam Koldyke: Arlene
- Sarah Kristine: Nermal

Francés
- Serge Thirlet: Garfield
- Patrick Borg: Jon
- Virgine Ledieu: Arlene y Nermal

Italiano
- Riccardo Rodi: Garfield
- Claudio Rini: Jon
- Renata Perti: Arlene y Nermal

Español
- Luis Santa María: Garfield
- Juan Carlos García: Jon
- Marina Rubio: Arlene
- Francisca Fernández: Nermal

Alemán
- Mark Hetterle: Garfield
- Stefan Müller-Ruppert: Jon
- Shandra Schadt: Arlene
- Nicole Boguth: Nermal

Polaco
- Jacek Kawalec: Garfield[4]